# جهار منار
چهار منار (أي المنارات الأربع) هو مسجد جامع يقع في حيدر آباد بالهند.
أحد معالم مدينة حيدر آباد بالهند ويعني مسجد الأربع مآذن تم بناء مسجد شارمينار عام 1591 م من قِبل محمد قلي قطب شاه ، السلطان الخامس من سلالة قطب شاه في الهند .
تخطيط المسجد ذو شكل مربع، له أربعة مآذن في كل ركن . يبلغ طول كل ضلع من أضلاعه 20 مترا، والمآذن ترتفع 48.7 متر عن الأرض. يفتح كل جانب من شارمينار من خلال عقود ضخمة تطل على أربعة طرق رئيسية، كل مئذنة ذات أربع طوابق، ويفصل بين كل طابق وآخر شرفة، وبداخل كل مئذنة هناك 149 درجة سلم، والتي يمكن للزائر استخدامها للصعود لأعلى ليتمتع بمنظر خلاب للمدينة.
يقع المسجد في الطرف الغربي من السقف المفتوح والجزء المتبقي من السقف كان بمثابة محكمة خلال فترات حكم قطب شاهي، المسجد الفعلي يحتل الطابق العلوي من الهيكل المكون من أربعة طوابق. وبه شرفة رائعة يمكن من خلالها رؤية المدينة بمناظرها الرائعة.
وأضيفت ساعة في الاتجاهات الأربعة الرئيسية عام 1889 م، وهناك نافورة صغيرة للوضوء تتوسط المسجد بالأسفل.

## معرض

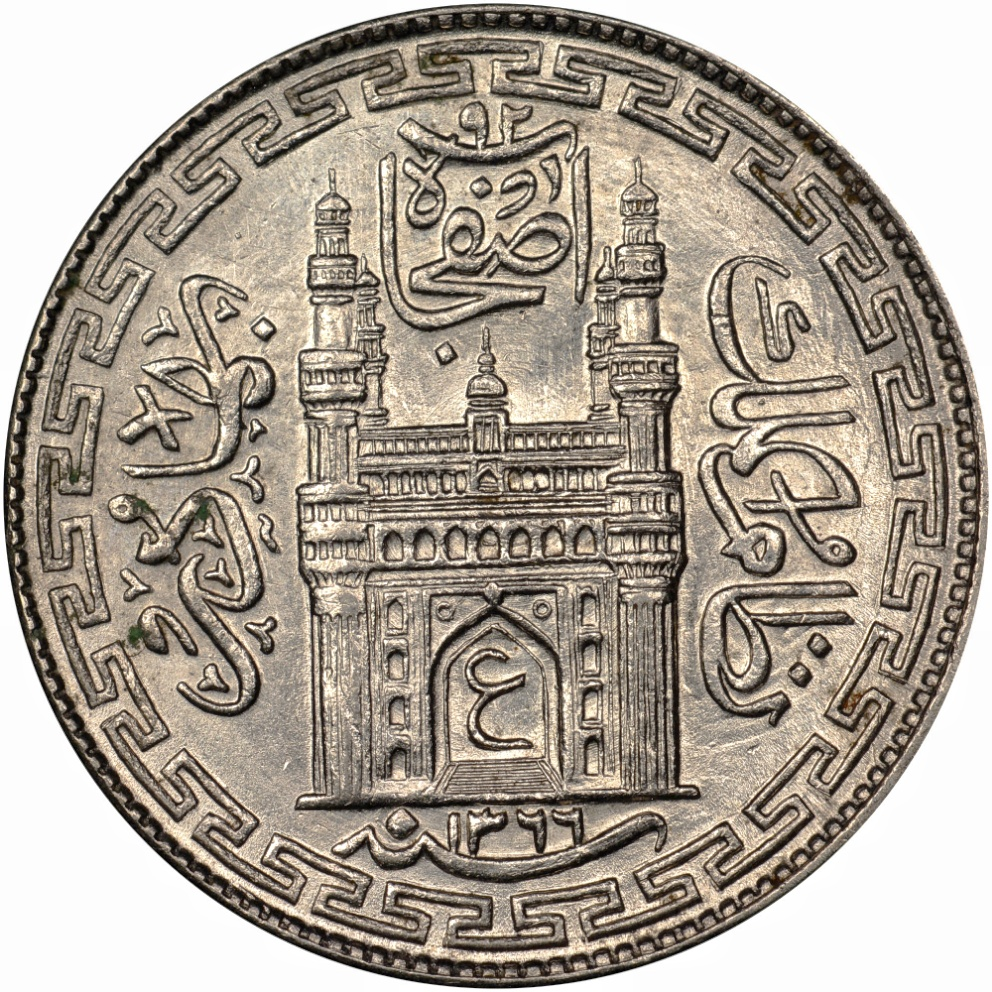
عملة روبية فضية فترة أمارة حيدراباد طبع عليها بوابة جهارمنار
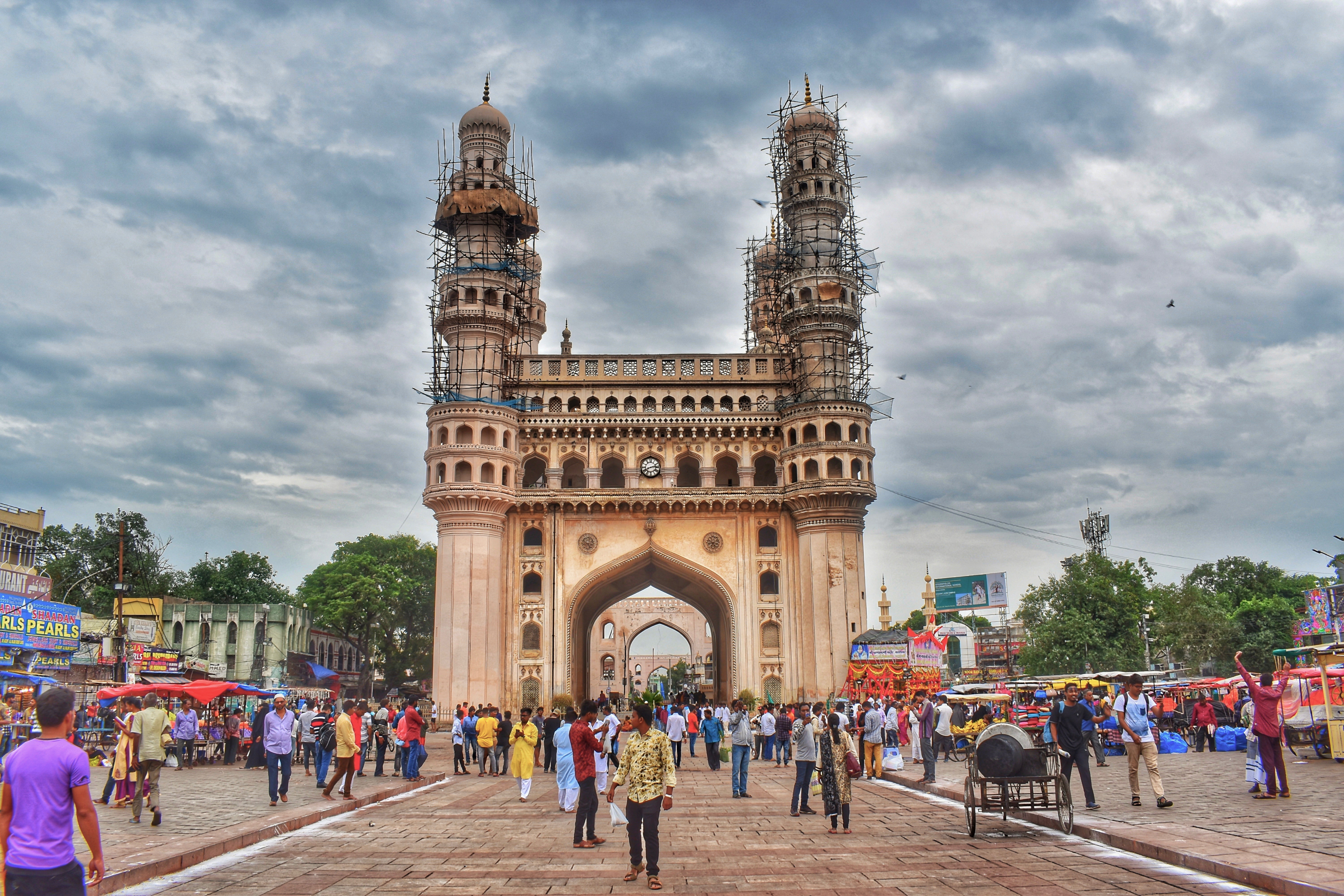
يوم غائم جهار منار
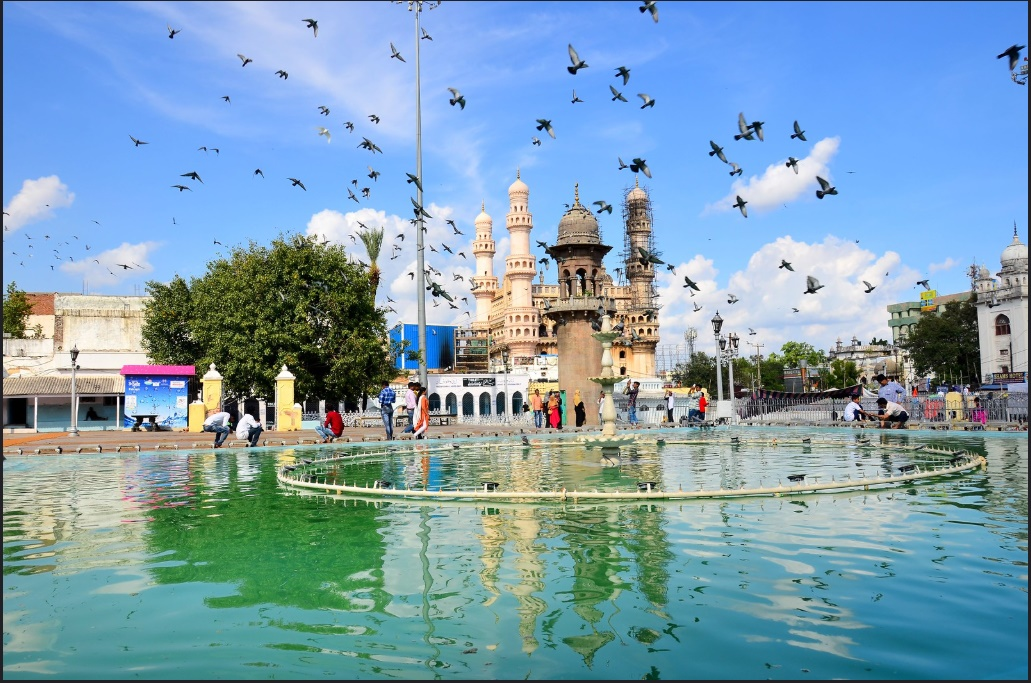
منظر جهار منار من مسجد مكة
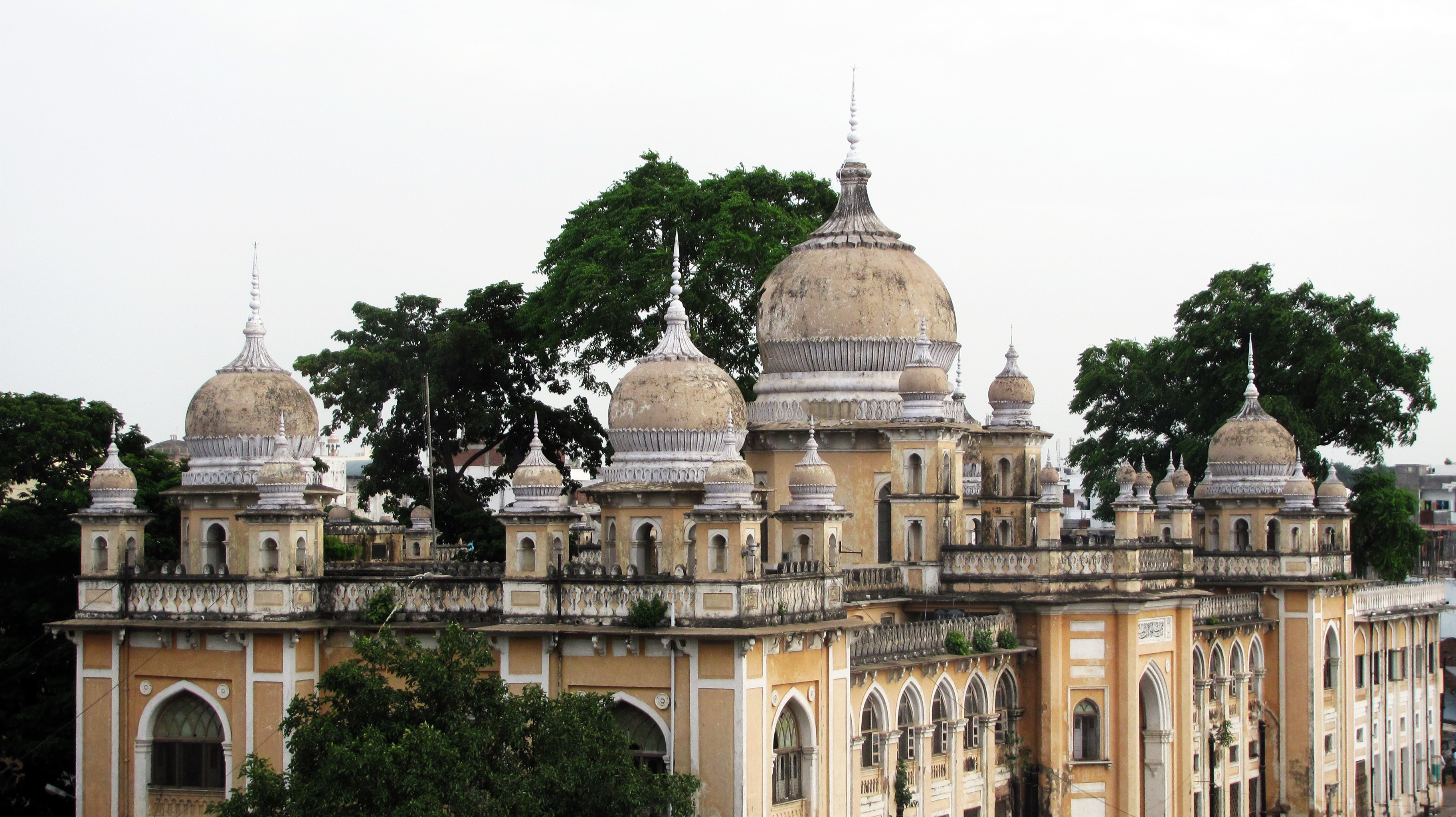
قباب جهارمنار